# Cold Metal Perfection
Cold Metal Perfection – trzeci album studyjny Nic Endo, wydany w 2001 roku przez Geist Records. Wersja rozszerzona zawiera teledysk do wydanego na minialbumie White Heat utworu "White Heat". Pierwsze wydania Cold Metal Perfection zawierały słabą jakość dźwięku, za co w zamian wytwórnia za darmo zaoferowała wymianę płyt oraz Geist Sampler 1 - płytę z różnymi wykonawcami.

## Lista utworów
1. "Man-Eater" - 5:16
2. "The Program and the Brides" - 4:03
3. "Mask Identity" - 7:23
4. "Le Sacrifice (Cercles Mysterieux)" - 9:29
5. "I Didn't Exist" - 3:09
6. "Neon Sunrise" - 5:18
7. "Heroines" - 7:37
8. "Black Light Rituals" - 6:07
9. "One Night Domination" - 5:47
10. "Heroines Pt.2" - 4:53
11. "Crystalline Circuits" - 6:20
12. "White Heat" (teledysk)- 3:26